# Lijst van koningen van Dacië
Dit is een lijst van koningen van Dacië. Deze info is afkomstig uit Griekse en Latijnse documenten.
- Zalmoxis – 5e eeuw v.Chr.
- Charnabon – 5e eeuw v.Chr.
- Moskon – 3e eeuw v.Chr.
- Dromihete – 3e eeuw v.Chr.
- Zalmodegikos – 3e eeuw v.Chr.
- Rubobostes – 2e eeuw v.Chr.
- Oroles – 2e eeuw v.Chr.
- Rhemaxos – rond 200 v.Chr.
- Dicomes – 1e eeuw v.Chr.
- Rholes – 1e eeuw v.Chr.
- Dapyx – 1e eeuw v.Chr.
- Burebista – 70 v.Chr. - 44 v.Chr.
- Comosicus – 44 v.Chr. - 28 v.Chr.
- Duras – 68 - 87 n.Chr.
- Decebal – 87 - 106 n.Chr.

In 106 n.Chr. werd Dacië een Romeinse provincie.